# 我爱我的祖国
我爱我的祖国是于2009年9月发生在中國網路論壇天涯虚拟社区的一起两百多人上传朗诵诗歌《我爱我的祖国》錄音檔案的網路事件。

## 诗歌
诗歌《我爱我的祖国》为一首现代诗，分为四段，每一小段则分为5句，每段均以“我爱我的祖国”开始，分别从“大山”、“海洋”、“田野”和“巨人”比喻祖国进行歌颂。而诗词内容则利用一种类似对偶的写法。

## 起因
2009年9月7日，天涯虚拟社区因要在国庆期间举办天涯国庆狂欢晚会而向广大网民发起征稿，网友“晨歌牧马”投稿的诗歌《我爱我的祖国》因被晚会筹备会认为不够娱乐而落选，愤怒之下开贴申述对该筹备会的不满并爆料筹备会有“丑陋内幕”，后遭管理员删帖。 网友“晨歌牧马”以“ID不要了”的攻势继续发帖，“让大家来评评理”。一开始网友反映冷淡，甚至评价诗歌水平“诗写得就更不用说了”。

## 发展
事件的转折点发生于2009年9月10日，网友“随缘也好”跟帖声称“楼主实在太有才了，我不忍心这么好的作品死于非命，特意朗诵了一下，楼主听听看是否满意”，并附上了朗诵音频。因该音频朗诵水平咬字清楚，感情投入、加上较佳的配乐，整个朗读音频类似标准的“CCTV晚会”主持人朗读而被众网友推崇，并被命名为“CCTV版”。之后有网友提议让“不同的人用不同的声音来朗诵这首诗”，该提议得到其他网友的回应，之后又有人上传了“伦敦音版”、“绵羊音版”。
期间又有网友提议，在国庆前凑齐用56种语调朗读的56个音频版本，象征中国56个民族。这一提议得到了更多网友的回应，陆续上传了各种版本。其中包括了各地方言以及各地的戏种，如“重庆话版”，“山东快书版”、“上海话版”、“广东话版”、“四川版”、“京剧版”、“黄梅戏版”等。另外一些网友则录制了“孙悟空版”、“变形金刚2之威震天版”、“蜡笔小新版”，甚至还出现了“英语版”、“西班牙语版”、“法语版”等外国语言版本。在这些版本中，有些是完全按诗歌内容进行朗读，有的则是为配合配乐进行了部分修改，有的版本则是加入了一些剧情，如“许仙素贞夫妇版”、“宝黛合演版”、“激情飞跃版”。另外“偽古文版”则是把诗歌改为了古诗进行朗读，而“倒背如流版”则是把诗歌文字从尾到头进行倒着朗读。
之后又有网友陆续上传了朗诵视频，如“寂静之声合唱版”、“电视购物咆哮版”等。帖子几天之内已有超过260万的浏览量、1万多条回帖，目前已有两百三十多种语调版本。此事件被网友称为“变废为宝的典范”、“失意之作引发诗歌朗诵狂欢” （原帖 （页面存档备份，存于））。

## 外部报道
该网络事件出现之后，被中国各电视台报道，这其中包括了9月17日的中国中央电视台新闻频道《共同关注》、辽宁都市频道《新闻早早报》以及9月21日的湖南卫视《娱乐无极限》。而报纸类包括了《扬子晚报》、《河南商报》、《成都晚报》，网络方面新浪网、网易、人民网、新华网、凤凰网，也有对此事的报道。

## 评价
新闻报道称此次网络事件为一次民间自发的创意事件，为值得称赞的草根精神，乃智藏民间、诗藏民间；並称此事体现出，爱国不是高不可攀，不是仅仅为口头声称、标语和少数人炫耀的资本，而是就在自己身边，真实体现在人们日常生活中。同时，也有报道把此事解读为对中華人民共和國建國六十周年的献礼。